# 近藤るるる
近藤 るるる（こんどう るるる）は、日本の漫画家。高知県生まれ、徳島県・宮崎県育ち。男性。主に『週刊ファミ通』等のゲーム雑誌にて、ゲームネタを絡めた漫画を描いている。

## 略歴
第1回ファミ通マンガ大賞入選作「愛の砂嵐」にてデビュー、『ファミコン通信』1990年第26号に掲載される。1995年から2011年まで『週刊ファミ通』で、作品は変わりながらも長年連載を続けていた。
ペンネームは大学時代の先輩に勝手に命名された。『コミックビーム』の前身である『月刊アスキーコミック』で『ハイパーあんな』を連載していた時期、同じく連載をしていた島本和彦が、近藤のペンネームをもじって「島本ららら和彦」というペンネームを使用していたこともあった。
可愛らしい筆名、作風、一言コメントのためか、昔は「近藤るるるは女である」という説が流布していた。また本人も女を装って、『コミックビーム』1996年3月号の付録「バレンタイン特典・女性作家のキスマークシール」に、自身のキスマークを公開した事がある。一方で、桜玉吉の漫画『しあわせのかたち』では、男性であることが明言されていたが、元々ネタ要素の強い作品のため、却って男性であることを信じなくなった者も少なくなかった。
うえやまとちのアシスタントをしていた。自身は和六里ハル等をアシスタントとして抱えていた。カラー原稿を描くのが大の苦手だという。

## 漫画の特徴
『ファミ通』に連載されている一連の作品群は、意図的に何かしらの共通した世界観を持つように描かれている。例えば、『あんな』の主人公たちが通う学校へ『タカマル』の主人公一行が足を運んだり、『タカマル』のキャラクターである蓮沼が『テラオ』の主要人物として登場する。
前述の通り女性に間違えられるほどのかわいらしい絵柄に反して、作中では登場人物が過激な暴力を受ける場面が度々描かれている。

## 作品リスト
- ハイパーあんな（1994年 - 1995年、全3巻）
  - 新ハイパーあんな（1998年、全4巻）
  - ハイパーあんな 新装版（2014年、全4巻）※「ハイパーあんな」と「新ハイパーあんな」を全話収録し、描き下ろしを加えたもの。
- だんぜんコースケ!（1995年 -1996年、全4巻）
- 天からトルテ!（1996年 - 2001年、全14巻）
  - 天からトルテ!×3（2001年、全1巻）
  - 天からトルテ! 新装版（2006年 - 2007年、全6巻）
- 黒蘭（2000年 - 2002年、全4巻）
  - 黒蘭 〜反逆の黒髪〜（2003年 - 2004年、全2巻）
- たかまれ!タカマル（2002年 - 2009年、全17巻）
- しはるじぇねしす（2006年 - 2010年、全6巻）
- テラオ（2009年 - 2011年、全6巻）
- アリョーシャ!（2010年 - 2013年、全5巻）
- ガーゴイル（『ヤングキングアワーズ』（少年画報社）2014年 - 2015年、原作：冲方丁、全4巻）
- 神撃のバハムート ミスタルシアサーガ（2013年 - 2019年、原作:Cygames、全6巻）
- 影姫〜KAGE-HIME〜（『ヤングキングアワーズ』（少年画報社）2021年12月号[3] - 2024年5月号、全29話、全4巻）
- おへんろちゃん！（『ヤングキングアワーズ』2024年9月号[4] - 、既刊1巻）
  1. 2025年5月30日発売[5][6]、ISBN 978-4-7859-7952-2

## ファンブック
- 『天からるるる! 近藤るるるFANBOOK』（エンターブレイン、2000年） ISBN 978-4757700598

## 画集
- 『近藤るるる画集 L』（エンターブレイン、2010年10月25日） ISBN 978-4-04-726691-9
- 『近藤るるる画集 R』（エンターブレイン、2010年10月25日） ISBN 978-4-04-726692-6

## その他
- アニメ まりあ†ほりっく 第3話　エンドカードイラスト
- アニメ それでも町は廻っている  第8話 提供バックイラスト
- アニメ 刹界エイトレイド キャラクター原案

## アシスタント
- 和六里ハル
- アキヨシカズタカ
- 伯林